# Vuohisaari (ö i Kannonkoski, Kuivaselkä)
Vuohisaari är en ö i Finland. Den ligger i sjön Kivijärvi och i kommunen Kannonkoski i den ekonomiska regionen  Saarijärvi-Viitasaari och landskapet Mellersta Finland, i den centrala delen av landet, 300 km norr om huvudstaden Helsingfors. Öns area är 4 hektar och dess största längd är 430 meter i öst-västlig riktning.